# Kanada na Letnich Igrzyskach Olimpijskich 1928
Kanada na Letnich Igrzyskach Olimpijskich 1928 – występ kadry sportowców reprezentujących Kanadę na Letnich Igrzyskach Olimpijskich 1928.
Kadrę stanowiło 68 sportowców (61 mężczyzn i 7 kobiet) w 7 dyscyplinach. Zdobyli łącznie 15 medali (w tym 4 złote), plasując swój kraj na 10. miejscu w klasyfikacji medalowej igrzysk.
Był to siódmy występ Kanady na letnich igrzyskach olimpijskich. Chorążym ekipy był wioślarz Joseph Wright Jr..

## Medaliści

### Złote medale
| Zawodnik                                              | Dyscyplina   | Konkurencja             |
| ----------------------------------------------------- | ------------ | ----------------------- |
| Percy Williams                                        | Lekkoaletyka | Bieg na 100 m mężczyzn  |
| Percy Williams                                        | Lekkoaletyka | Bieg na 200 m mężczyzn  |
| Fanny Rosenfeld Ethel Smith Florence Bell Myrtle Cook | Lekkoaletyka | Sztafeta 4x100 m kobiet |
| Ethel Catherwood                                      | Lekkoaletyka | Skok wzwyż kobiet       |

### Srebrne medale
| Zawodnik                     | Dyscyplina   | Konkurencja                        |
| ---------------------------- | ------------ | ---------------------------------- |
| James Ball                   | Lekkoaletyka | Bieg na 400 m mężczyzn             |
| Fanny Rosenfeld              | Lekkoaletyka | Bieg na 100 m kobiet               |
| Joseph Wright Jr. Jack Guest | Wioślarstwo  | Dwójka podwójna                    |
| Donald Stockton              | Zapasy       | Styl wolny – waga średnia do 79 kg |

### Brązowe medale
| Zawodnik | Dyscyplina   | Konkurencja                               |
| --- | ------------ | ----------------------------------------- |
| Raymond Smillie | Boks         | waga półśrednia (66,678 kg)               |
| Alex Wilson Phil Edwards Stanley Glover James Ball                                                                          | Lekkoaletyka | Sztafeta 4x400 m mężczyzn                 |
| Ethel Smith | Lekkoaletyka | Bieg na 100 m kobiet                      |
| Munroe Bourne James Thompson Garnet Ault Walter Spence                                                                      | Pływanie     | Sztafeta 4x200 m stylem dowolnym mężczyzn |
| Frederick Hedges Frank Fiddes John Hand Herbert Richardson Jack Murdoch Athol Meech Edgar Norris William Ross John Donnelly | Wioślarstwo  | Ósemka ze sternikiem                      |
| James Trifunov | Zapasy       | Styl wolny – waga kogucia do 56 kg        |
| Maurice Letchford | Zapasy       | Styl wolny – waga półśrednia do 72 kg     |

## Wyniki zawodników

### Boks
| Zawodnik        | Konkurencja                 | 1/16 finału            | 1/8 finału               | Ćwierćfinały            | Półfinały            | Finał/O 3. miejsce      | Pozycja  | Źródło |
| Zawodnik        | Konkurencja                 | Przeciwnik Wynik       | Przeciwnik Wynik         | Przeciwnik Wynik        | Przeciwnik Wynik     | Przeciwnik Wynik        | Pozycja  | Źródło |
| --------------- | --------------------------- | ---------------------- | ------------------------ | ----------------------- | -------------------- | ----------------------- | -------- | ------ |
| Frankie Martin  | waga musza (50,802 kg)      | BYE                    | Armand Apell Porażka     | NQ                      | NQ                   | NQ                      | 9.- 16.  | [ 1 ]  |
| Vince Glionna   | waga kogucia (53,525 kg)    | BYE                    | Hans Ziglarski Wygrana   | Harry Isaacs Porażka    | NQ                   | NQ                      | 5.- 8.   | [ 2 ]  |
| Fred Volkert    | waga piórkowa (57,152 kg)   | BYE                    | Jan Górny Porażka        | NQ                      | NQ                   | NQ                      | 9.- 16.  | [ 3 ]  |
| Frank Battaglia | waga lekka (61,237 kg)      | Bobbie Smith Porażka   | NQ                       | NQ                      | NQ                   | NQ                      | 17.- 24. | [ 4 ]  |
| Raymond Smillie | waga półśrednia (66,678 kg) | Hans Fraberger Wygrana | Patrick Lenehan Wygrana  | Kintaro Usuda Wygrana   | Raúl Landini Porażka | Robert Galataud Wygrana | brąz     | [ 5 ]  |
| Honoré Chevrier | waga średnia (72,574 kg)    | BYE                    | Oscar Kjällander Porażka | NQ                      | NQ                   | NQ                      | 9.- 16.  | [ 6 ]  |
| Don Carrick     | waga półciężka (79,378 kg)  | Jean Welter Wygrana    | —                        | Víctor Avendaño Porażka | NQ                   | NQ                      | 5.- 8.   | [ 7 ]  |

### Kolarstwo

#### Kolarstwo szosowe
| Zawodnik                                  | Konkurencja                 | Czas     | Pozycja | Źródło |
| ----------------------------------------- | --------------------------- | -------- | ------- | ------ |
| Joe Laporte                               | wyścig indywidualny na czas | 5:21:30  | 31.     | [ 8 ]  |
| Alfred Tourville                          | wyścig indywidualny na czas | 5:51:05  | 56.     | [ 8 ]  |
| Torchy Peden                              | wyścig indywidualny na czas | 6:09:26  | 63.     | [ 8 ]  |
| Lew Elder                                 | wyścig indywidualny na czas | DNF      | DNF     | [ 8 ]  |
| Joe Laporte Alfred Tourville Torchy Peden | wyścig drużynowy na czas    | 17:22:01 | 14.     | [ 10 ] |

#### Kolarstwo torowe
| Zawodnik  | Konkurencja  | Czas   | Pozycja | Źródło |
| --------- | ------------ | ------ | ------- | ------ |
| Lew Elder | 1 km na czas | 1:19.0 | 11.     | [ 11 ] |

| Zawodnik                                          | Konkurencja                     | Runda 1.                               | Runda 1. | Repasaże o Ćwierćfinał | Repasaże o Ćwierćfinał | Repasaże o Ćwierćfinał | Repasaże o Ćwierćfinał | Ćwierćfinał                        | Ćwierćfinał | Półfinał | Półfinał | Finał | Finał   | Źródło |
| Zawodnik                                          | Konkurencja                     | Runda 1.                               | Runda 1. | Runda 1.               | Runda 1.               | Runda 2.               | Runda 2.               | Ćwierćfinał                        | Ćwierćfinał | Półfinał | Półfinał | Finał | Finał   | Źródło |
| Zawodnik                                          | Konkurencja                     | Wynik                                  | Pozycja  | Wynik                  | Pozycja                | Wynik                  | Pozycja                | Wynik                              | Pozycja     | Wynik    | Pozycja  | Wynik | Pozycja | Źródło |
| ------------------------------------------------- | ------------------------------- | -------------------------------------- | -------- | ---------------------- | ---------------------- | ---------------------- | ---------------------- | ---------------------------------- | ----------- | -------- | -------- | ----- | ------- | ------ |
| Jim Davies                                        | sprint                          | 13,6 s + niewielka strata do zwycięzcy | 2.       | NN                     | 3.                     | NQ                     | NQ                     | NQ                                 | NQ          | NQ       | NQ       | NQ    | NQ      | [ 12 ] |
| Lew Elder Jim Davies Andrew Hounting Torchy Peden | wyścig drużynowy na dochodzenie | 5:13.8 + 50 m straty do zwycięzcy      | 2. q     | —                      | —                      | —                      | —                      | 5:13.8 + 175 m straty do zwycięzcy | 2.          | NQ       | NQ       | NQ    | NQ      | [ 13 ] |

### Lekkoatletyka

#### Konkurencje biegowe

##### Mężczyźni
| Zawodnik                                                  | Konkurencja                   | Eliminacje | Eliminacje | Ćwierćfinały | Ćwierćfinały | Półfinały | Półfinały | Finał   | Finał   | Źródło |
| Zawodnik                                                  | Konkurencja                   | Czas       | Pozycja    | Czas         | Pozycja      | Czas      | Pozycja   | Czas    | Pozycja | Źródło |
| --------------------------------------------------------- | ----------------------------- | ---------- | ---------- | ------------ | ------------ | --------- | --------- | ------- | ------- | ------ |
| Percy Williams                                            | Bieg na 100 m                 | 11.0       | 1. Q       | 10.6         | 1. Q         | 10.6      | 2. Q      | 10.8    | złoto   | [ 14 ] |
| John Fitzpatrick                                          | Bieg na 100 m                 | 11.0       | 1. Q       | NN           | 2. Q         | 10.9      | 6.        | NQ      | NQ      | [ 14 ] |
| George Hester                                             | Bieg na 100 m                 | NN         | 2. Q       | NN           | 4.           | NQ        | NQ        | NQ      | NQ      | [ 14 ] |
| Ralph Adams                                               | Bieg na 100 m                 | NN         | 2. Q       | NN           | 4.           | NQ        | NQ        | NQ      | NQ      | [ 14 ] |
| Percy Williams                                            | Bieg na 200 m                 | 22.6       | 1. Q       | 21.8         | 2. Q         | 22.0      | 1. Q      | 21.8    | złoto   | [ 15 ] |
| John Fitzpatrick                                          | Bieg na 200 m                 | 22.8       | 1. Q       | 22.0         | 1. Q         | 22.0      | 3. Q      | 22.1    | 5.      | [ 15 ] |
| Ralph Adams                                               | Bieg na 200 m                 | 22.5       | 2. Q       | NN           | 3.           | NQ        | NQ        | NQ      | NQ      | [ 15 ] |
| George Hester                                             | Bieg na 200 m                 | DQ         | DQ         | NQ           | NQ           | NQ        | NQ        | NQ      | NQ      | [ 15 ] |
| James Ball                                                | Bieg na 400 m                 | 55.8       | 1. Q       | 49.2         | 1. Q         | 48.6      | 1. Q      | 48.0    | srebro  | [ 16 ] |
| Alex Wilson                                               | Bieg na 400 m                 | 49.9       | 2. Q       | NN           | 2. Q         | 49.2      | 4.        | NQ      | NQ      | [ 16 ] |
| Phil Edwards                                              | Bieg na 400 m                 | 49.8       | 1. Q       | 49.2         | 1. Q         | 50.2      | 6.        | NQ      | NQ      | [ 16 ] |
| Fred Macbeth                                              | Bieg na 400 m                 | NN         | 2. Q       | NN           | 5.           | NQ        | NQ        | NQ      | NQ      | [ 16 ] |
| Phil Edwards                                              | Bieg na 800 m                 | 1:59.4     | 1. Q       | —            | —            | 1:52.8    | 2. Q      | 1:54.0  | 4.      | [ 17 ] |
| George Little                                             | Bieg na 800 m                 | 1:57.8     | 2. Q       | —            | —            | 1:57.6    | 4.        | NQ      | NQ      | [ 17 ] |
| Alex Wilson                                               | Bieg na 800 m                 | 1:59.2     | 1. Q       | —            | —            | 1:57.1    | 6.        | NQ      | NQ      | [ 17 ] |
| John Walter                                               | Bieg na 800 m                 | NN         | 5.         | —            | —            | NQ        | NQ        | NQ      | NQ      | [ 17 ] |
| David Griffin                                             | Bieg na 1500 m                | NN         | 4.         | —            | —            | —         | —         | NQ      | NQ      | [ 18 ] |
| Georg Docherty                                            | Bieg na 1500 m                | NN         | 5.         | —            | —            | —         | —         | NQ      | NQ      | [ 18 ] |
| John Walter                                               | Bieg na 1500 m                | NN         | 6.         | —            | —            | —         | —         | NQ      | NQ      | [ 18 ] |
| Arnold Walter                                             | Bieg na 1500 m                | NN         | 7.         | —            | —            | —         | —         | NQ      | NQ      | [ 18 ] |
| Vincent Callard                                           | Bieg na 5000 m                | NN         | 8.         | —            | —            | —         | —         | NQ      | NQ      | [ 19 ] |
| William Kibblewhite                                       | Bieg na 5000 m                | DNF        | DNF        | —            | —            | —         | —         | NQ      | NQ      | [ 19 ] |
| Arthur Keay                                               | Bieg na 5000 m                | DNF        | DNF        | —            | —            | —         | —         | NQ      | NQ      | [ 19 ] |
| Clifford Bricker                                          | Maraton                       | —          | —          | —            | —            | —         | —         | 2:39:24 | 10.     | [ 20 ] |
| John Miles                                                | Maraton                       | —          | —          | —            | —            | —         | —         | 2:43:32 | 17.     | [ 20 ] |
| Silas McLellan                                            | Maraton                       | —          | —          | —            | —            | —         | —         | 2:49:33 | 26.     | [ 20 ] |
| Francis Hughes                                            | Maraton                       | —          | —          | —            | —            | —         | —         | 2:58:12 | 43.     | [ 20 ] |
| Percy Wyer                                                | Maraton                       | —          | —          | —            | —            | —         | —         | 2:58:52 | 45.     | [ 20 ] |
| Warren Montabone                                          | Bieg na 400 m przez płotki    | 56.5       | 4.         | —            | —            | NQ        | NQ        | NQ      | NQ      | [ 21 ] |
| Arthur Keay                                               | Bieg na 3000 m z przeszkodami | NN         | 8.         | —            | —            | —         | —         | NQ      | NQ      | [ 22 ] |
| Ralph Adams John Fitzpatrick George Hester Percy Williams | Sztafeta 4x100 m              | 42.2       | 1. Q       | —            | —            | —         | —         | DQ      | DQ      | [ 23 ] |
| Alex Wilson Phil Edwards Stanley Glover James Ball        | Sztafeta 4x400 m              | 3:22.0     | 2. Q       | —            | —            | —         | —         | 3:15.4  | brąz    | [ 24 ] |

##### Kobiety
| Zawodniczka                                           | Konkurencja      | Eliminacje | Eliminacje | Półfinały | Półfinały | Finał  | Finał   | Źródło |
| Zawodniczka                                           | Konkurencja      | Czas       | Pozycja    | Czas      | Pozycja   | Czas   | Pozycja | Źródło |
| ----------------------------------------------------- | ---------------- | ---------- | ---------- | --------- | --------- | ------ | ------- | ------ |
| Fanny Rosenfeld                                       | Bieg na 100 m    | 12.6       | 1. Q       | 12.4      | 1. Q      | 12.3   | srebro  | [ 25 ] |
| Ethel Smith                                           | Bieg na 100 m    | 12.6       | 1. Q       | NN        | 2. Q      | 12.3   | brąz    | [ 25 ] |
| Myrtle Cook                                           | Bieg na 100 m    | 12.8       | 1. Q       | NN        | 2. Q      | DQ     | DQ      | [ 25 ] |
| Florence Bell                                         | Bieg na 100 m    | 13.0       | 2. Q       | NN        | 3.        | NQ     | NQ      | [ 25 ] |
| Jean Thompson                                         | Bieg na 800 m    | 2:23.2     | 1. Q       | —         | —         | 2:21.4 | 4.      | [ 26 ] |
| Fanny Rosenfeld                                       | Bieg na 800 m    | NN         | 3. Q       | —         | —         | 2:22.4 | 5.      | [ 26 ] |
| Fanny Rosenfeld Ethel Smith Florence Bell Myrtle Cook | Sztafeta 4x100 m | 49.3       | 1. Q       | —         | —         | 48.4   | złoto   | [ 27 ] |

#### Konkurencje techniczne

##### Mężczyźni
| Zawodnik         | Konkurencja    | Eliminacje | Eliminacje | Finał  | Finał   | Źródło |
| Zawodnik         | Konkurencja    | Wynik      | Pozycja    | Wynik  | Pozycja | Źródło |
| ---------------- | -------------- | ---------- | ---------- | ------ | ------- | ------ |
| Alexander Munroe | Skok wzwyż     | DQ         | DQ         | NQ     | NQ      | [ 28 ] |
| Victor Pickard   | Skok o tyczce  | 3,66 m     | 1. Q       | 3,95 m | 4.      | [ 29 ] |
| Alexander Munroe | Trójskok       | 13,87 m    | 16.        | NQ     | NQ      | [ 30 ] |
| Doral Pilling    | Rzut oszczepem | 59,16 m    | 12.        | NQ     | NQ      | [ 31 ] |

##### Kobiety
| Zawodnik         | Konkurencja | Eliminacje | Eliminacje | Finał  | Finał   | Źródło |
| Zawodnik         | Konkurencja | Wynik      | Pozycja    | Wynik  | Pozycja | Źródło |
| ---------------- | ----------- | ---------- | ---------- | ------ | ------- | ------ |
| Ethel Catherwood | Skok wzwyż  | 1,40 m     | 1. Q       | 1,59 m | złoto   | [ 32 ] |

### Pływanie

#### Mężczyźni
| Zawodnik                                               | Konkurencja                   | Eliminacje | Eliminacje | Półfinały | Półfinały | Finał   | Finał   | Źródło |
| Zawodnik                                               | Konkurencja                   | Czas       | Pozycja    | Czas      | Pozycja   | Czas    | Pozycja | Źródło |
| ------------------------------------------------------ | ----------------------------- | ---------- | ---------- | --------- | --------- | ------- | ------- | ------ |
| Walter Spence                                          | 100 metrów stylem dowolnym    | 1:00.6     | 2. Q       | 1:01.4    | 3. q      | 1:01.4  | 6.      | [ 33 ] |
| Munroe Bourne                                          | 100 metrów stylem dowolnym    | NN         | 4.         | NQ        | NQ        | NQ      | NQ      | [ 34 ] |
| Garnet Ault                                            | 400 metrów stylem dowolnym    | 5:18.8     | 1. Q       | NN        | 4.        | NQ      | NQ      | [ 35 ] |
| James Thompson                                         | 400 metrów stylem dowolnym    | NN         | 4.         | NQ        | NQ        | NQ      | NQ      | [ 36 ] |
| Garnet Ault                                            | 1500 metrów stylem dowolnym   | 22:55.8    | 2. Q       | 21:33.4   | 3. Q      | 21:46.0 | 6.      | [ 35 ] |
| James Thompson                                         | 1500 metrów stylem dowolnym   | 22:56.6    | 3.         | NQ        | NQ        | NQ      | NQ      | [ 36 ] |
| Munroe Bourne                                          | 100 metrów stylem grzbietowym | 1:14.4     | 2. Q       | NN        | 4.        | NQ      | NQ      | [ 34 ] |
| Walter Spence                                          | 200 metrów stylem klasycznym  | 2:56.6     | 1. Q       | 2:53.0    | 2. Q      | 2:57.2  | 6.      | [ 33 ] |
| John Aubin                                             | 200 metrów stylem klasycznym  | NN         | 4.         | NQ        | NQ        | NQ      | NQ      | [ 37 ] |
| Munroe Bourne James Thompson Garnet Ault Walter Spence | 4x200 m stylem dowolnym       | 9:55.0     | 1. Q       | —         | —         | 9:47.8  | brąz    | [ 38 ] |

#### Kobiety
| Zawodnik      | Konkurencja                  | Eliminacje | Eliminacje | Półfinały | Półfinały | Finał | Finał   | Źródło |
| Zawodnik      | Konkurencja                  | Czas       | Pozycja    | Czas      | Pozycja   | Czas  | Pozycja | Źródło |
| ------------- | ---------------------------- | ---------- | ---------- | --------- | --------- | ----- | ------- | ------ |
| Dorothy Prior | 200 metrów stylem klasycznym | NN         | 4.         | NQ        | NQ        | NQ    | NQ      | [ 39 ] |

### Skoki do wody

#### Mężczyźni
| Zawodnik        | Konkurencja        | Eliminacje    | Eliminacje | Eliminacje | Finał         | Finał      | Finał   | Źródło |
| Zawodnik        | Konkurencja        | Oceny sędziów | Punkty     | Pozycja    | Oceny sędziów | Punkty     | Pozycja | Źródło |
| --------------- | ------------------ | ------------- | ---------- | ---------- | ------------- | ---------- | ------- | ------ |
| Alfred Phillips | Skoki z trampoliny | 17 pkt        | 134,1 pkt  | 3. Q       | 32,5 pkt      | 149,48 pkt | 7.      | [ 42 ] |
| Alfred Phillips | Skoki z wieży      | 14 pkt        | 78,42 pkt  | 3. Q       | 35 pkt        | 77,26 pkt  | 7.      | [ 43 ] |

### Wioślarstwo

#### Mężczyźni
| Zawodnik | Konkurencja          | Runda 1. | Runda 1. | Repasaże o rundę 2. | Repasaże o rundę 2. | Runda 2. | Runda 2. | Repasaże o ćwierćfinał | Repasaże o ćwierćfinał | Ćwierćfinały | Ćwierćfinały   | Półfinały | Półfinały | Finał  | Finał   | Pozycja | Źródło |
| Zawodnik | Konkurencja          | Czas     | Pozycja  | Czas                | Pozycja             | Czas     | Pozycja  | Czas                   | Pozycja                | Czas         | Pozycja        | Czas      | Pozycja   | Czas   | Pozycja | Pozycja | Źródło |
| --- | -------------------- | -------- | -------- | ------------------- | ------------------- | -------- | -------- | ---------------------- | ---------------------- | ------------ | -------------- | --------- | --------- | ------ | ------- | ------- | ------ |
| Joseph Wright Jr. | Jedynka              | 7:57.8   | 1. Q     | BYE                 | BYE                 | 8:45.0   | 2.       | 7:49.6                 | 1. Q                   | 7:57.6       | 2.             | NQ        | NQ        | NQ     | NQ      | —       | [ 44 ] |
| Joseph Wright Jr. Jack Guest                                                                                                | Dwójka pódwójna      | 7:48.2   | 1. Q     | BYE                 | BYE                 | 6:58.6   | 2.       | 7:21.8                 | 1. Q                   | 6:42.2       | 1.(walkower) Q | 6:58.0    | 1. Q      | 6:51.0 | 2.      | srebro  | [ 45 ] |
| Frederick Hedges Frank Fiddes John Hand Herbert Richardson Jack Murdoch Athol Meech Edgar Norris William Ross John Donnelly | Ósemka ze sternikiem | 6:29.8   | 1. Q     | BYE                 | BYE                 | 6:59.0   | 1. Q     | BYE                    | BYE                    | 6:37.4       | 1. Q           | 6:03.8    | 2.        | NQ     | NQ      | brąz    | [ 47 ] |

### Zapasy

#### Styl wolny
| Zawodnik          | Konkurencja     | Turniej o złoty medal | Turniej o złoty medal    | Turniej o złoty medal  | Turniej o złoty medal | Turniej o srebrny medal | Turniej o srebrny medal | Turniej o brązowy medal | Turniej o brązowy medal | Pozycja | Źródło |
| Zawodnik          | Konkurencja     | 1/8 finału            | Ćwierćfinały             | Półfinały              | Finał                 | Półfinały               | Finał                   | Półfinały               | Finał                   | Pozycja | Źródło |
| Zawodnik          | Konkurencja     | Przeciwnik Wynik      | Przeciwnik Wynik         | Przeciwnik Wynik       | Przeciwnik Wynik      | Przeciwnik Wynik        | Przeciwnik Wynik        | Przeciwnik Wynik        | Przeciwnik Wynik        | Pozycja | Źródło |
| ----------------- | --------------- | --------------------- | ------------------------ | ---------------------- | --------------------- | ----------------------- | ----------------------- | ----------------------- | ----------------------- | ------- | ------ |
| James Trifunov    | waga kogucia    | —                     | Edmond Spapen Porażka    | NQ                     | NQ                    | NQ                      | NQ                      | —                       | Kaarlo Mäkinen Wygrana  | brąz    | [ 48 ] |
| Danny McDonald    | waga piórkowa   | BYE                   | Harold Angus Wygrana     | Hans Minder Porażka    | NQ                    | NQ                      | NQ                      | NQ                      | NQ                      | 6.      | [ 49 ] |
| Maurice Letchford | waga półśrednia | BYE                   | Hyacinthe Roosen Wygrana | Lloyd Appleton Porażka | NQ                    | NQ                      | NQ                      | Robert Cook Wygrana     | Jean Jourlin            | brąz    | [ 50 ] |
| Donald Stockton   | waga średnia    | BYE                   | Sam Rabin Wygrana        | Ernst Kyburz Porażka   | NQ                    | BYE                     | Anton Praeg Porażka     | —                       | —                       | srebro  | [ 51 ] |
| Earl McCready     | waga ciężka     | —                     | Ed Don George Porażka    | NQ                     | NQ                    | NQ                      | NQ                      | NQ                      | NQ                      | 6.      | [ 52 ] |